# Tug McGraw
Frank Edwin „Tug“ McGraw Jr. (* 30. August 1944 in Martinez, Kalifornien; † 5. Januar 2004 in Brentwood, Tennessee) war ein US-amerikanischer Baseballspieler in der Major League Baseball.
Im Jahr 1964 von den New York Mets unter Vertrag genommen, debütierte er am 18. April 1965 für die Mets in der Profiliga. Am 3. Dezember 1974 wurde er mit Donald Antone Hahn und David Lee Schneck im Austausch gegen Delbert Bernard Unser, John Hardin Stearns und Guerrant McCurdy Scarce an die Philadelphia Phillies transferiert. Dort spielte er bis zum 25. September 1984 professionell Baseball und kam am Ende seiner Laufbahn auf 824 Spiele, dabei stand er viermal in der World Series (1969, 1973; jeweils mit den Mets), 1980 und 1983 (mit den Phillies) und gewann diese nur 1973 nicht (Niederlage in sieben Spielen gegen die Oakland A’s).
Herausragend wichtig seine Rolle vor allem beim ersten World-Series-Gewinn der Phillies 1980, als er im neunten Inning für das entscheidende Out gegen die Batter der Kansas City Royals (letzter Batter der Royals war Willie James Wilson) sorgte. Bei der Wahl des besten Pitchers jenes Jahres (Cy Young Trophy, National League) belegte der Sohn eines (1991 im Alter von 80 Jahren verstorbenen ehemaligen) Bediensteten in der Ölindustrie den fünften Rang, gewann jedoch den Babe Ruth Award.
Zum Zeitpunkt seines Todes belegte McGraw in den mannigfaltigen Pitcher-Statistiken der Major League, der Phillies und der Mets unter anderem folgende Platzierungen: Mit 824 Einsätzen war er in der Liste aller eingesetzten Pitcher in der Liga 24., hatte die drittmeisten Einsätze aller je eingesetzten Phillies-Pitcher und die fünftmeisten derer der Mets.
1975 war er neben Gregory Michael Luzinski, David Cash Jr. und Lawrence Robert Bowa einer von vier Spielern der Phillies beim All-Star-Game, kam dort allerdings für die Vertretung der National League nicht zum Einsatz. 1972 hingegen schon (im neunten Inning), da noch als Akteur der Mets, wie Willie Mays und George Thomas Seaver. Für seine Verdienste um seinen Sport wurde der Pitcher 1999 in der Philadelphia Baseball Hall of Fame berücksichtigt, in der Hall of Fame der Mets fand er 1993 Aufnahme.
Frank Edwin „Tug“ McGraw Jr. ist der Vater des Country-Musikers Tim McGraw. Auf dessen Anwesen in Brentwood, Tennessee, erlag der 59-Jährige Anfang 2004 einem Krebsleiden, das neun Monate zuvor diagnostiziert worden war. McGraw Jr. war zwar zweimal verheiratet, aber nie mit der Mutter von Tim, Elizabeth Ann D’Agostino. Er hinterließ zwei weitere Söhne sowie eine Tochter.
2003 wurde die Tug-McGraw-Stiftung gegründet, die die Erforschung von Gehirntumoren unterstützt.